# Cylindrocladiella lageniformis
Cylindrocladiella lageniformis är en svampart som beskrevs av Crous, M.J. Wingf. & Alfenas 1993. Cylindrocladiella lageniformis ingår i släktet Cylindrocladiella och familjen Nectriaceae.   Inga underarter finns listade i Catalogue of Life.